# Suavocallia
Suavocallia là một chi động vật chân bụng trong họ Pupinidae.
Chúng gồm các loài:
- Suavocallia splendens